# Lacca

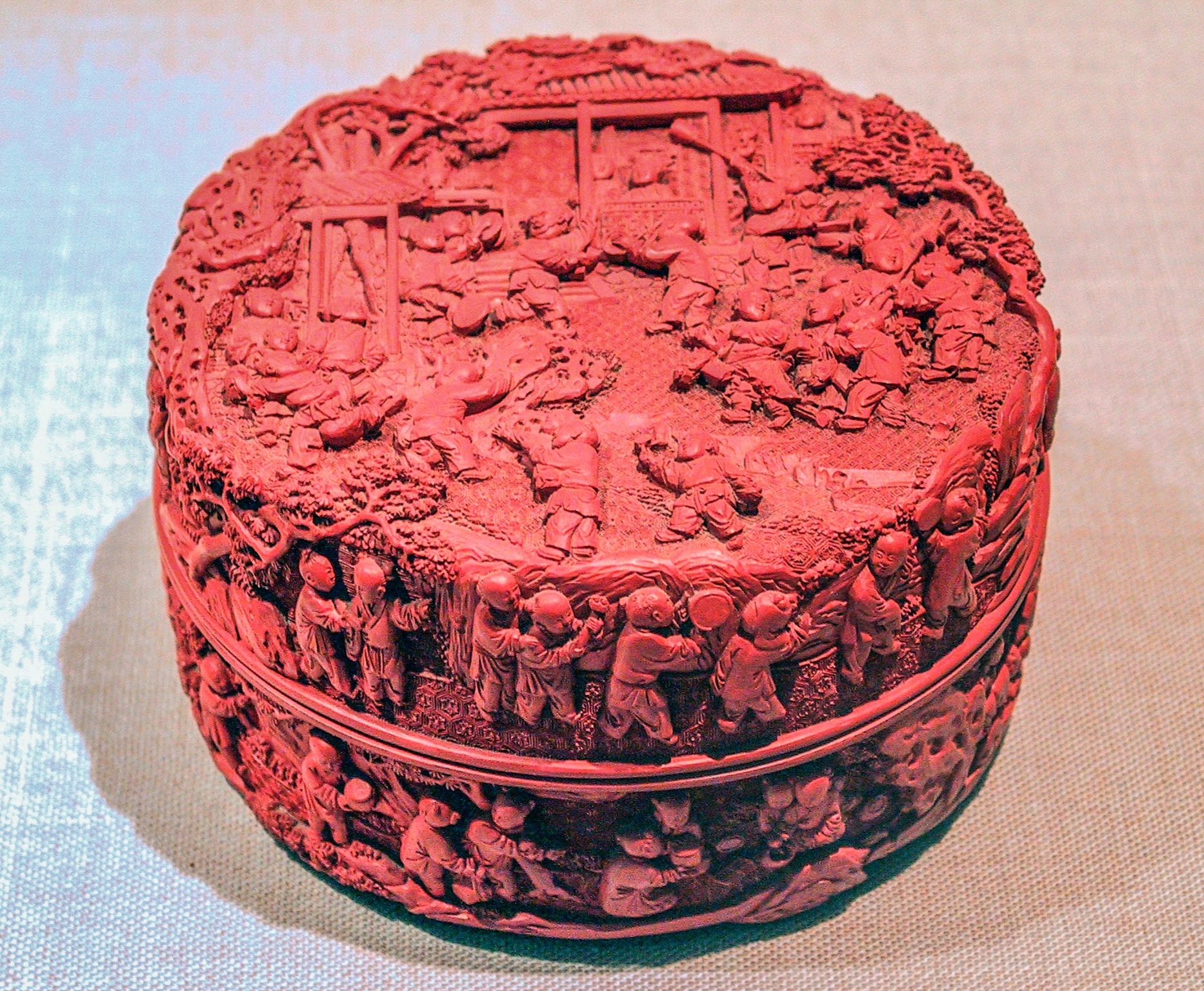
Una scatola rotonda laccata raffigurante scene intagliate di bambini che giocano, dal regno dell'imperatore Qianlong (1735-1796), dinastia Qing della Cina.

La lacca, in senso generale, è una vernice trasparente o colorata, che si asciuga per evaporazione di solventi e spesso anche con un processo di indurimento che produce una finitura dura, durevole, che può assumere qualsiasi livello di brillantezza dall'ultra-opaco all'estremamente lucido e che può essere ulteriormente lucidata a seconda delle esigenze. Il termine lacca viene dal sanscrito lakṣa che significa "centomila", a indicare il numero di insetti dai quali è secreto questo elemento.
Nel linguaggio corrente, il termine lacca viene spesso utilizzato come sinonimo di gommalacca. In realtà, malgrado le somiglianze dei nomi, si tratta di due materiali diversi, che non sono neanche collegati tra loro. La gommalacca è una resina ricavata dagli insetti secreta dalla cimice della lacca (Kerria lacca), che vive in India e nell'Asia sud-orientale. Il solvente della gommalacca è l'alcol. La lacca si basa invece su nitrato di cellulosa (nitrocellulosa) con aggiunta di resine per renderla meno fragile, e la nitrocellulosa a sua volta si ricava dalla polpa del legno o dai cascami di cotone (nitro-fiocco).
Anche se tanto la lacca quanto la gommalacca sono finiture di tipo tradizionale, la lacca dura più a lungo della gommalacca.

## Lacche a base di urushiol
Le più antiche lacche conosciute furono fatte in Cina o in Giappone, la prima scoperta risalendo al 7000 a.C. Queste lacche, fatte con la resina dell'albero  Toxicodendron vernicifluum, producono finiture molto rigide, durevoli, che sono sia belle che molto resistenti ai danneggiamenti da acqua, acidi, alcali o abrasione. Tuttavia, non resistono bene alla luce ultravioletta. L'ingrediente attivo della resina è l'urushiol (o urusciolo), una miscela di vari fenoli sospesi in acqua, più alcune proteine.

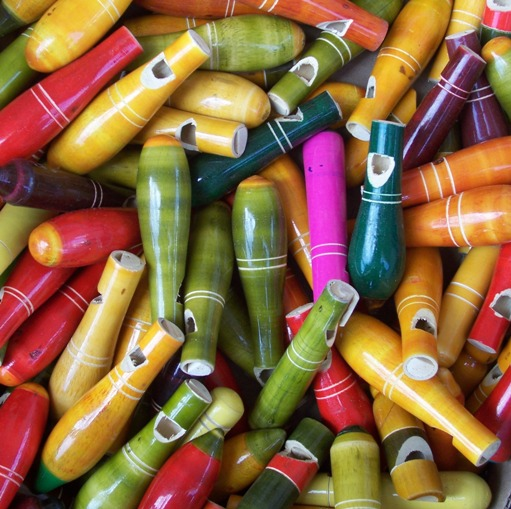
Fischietti di legno con finitura laccata fatti a Channapatna, Karnataka, India.

Le lacche a base di urushiol differiscono dalla maggior parte delle altre lacche in quanto sono ad asciugatura rapida, a base di acqua e si solidificano per ossidazione e polimerizzazione, piuttosto che solo per evaporazione. Affinché si solidifichi adeguatamente, la lacca richiede umidità e temperatura calda. I fenoli si ossidano e polimerizzano sotto l'azione dell'enzima laccasi, producendo un substrato che, dopo adeguata evaporazione del suo contenuto acqueo, risulta duro e abbastanza resistente alla sollecitazione meccanica. L'arte della lacca divenne altamente sviluppata in India e in Asia, dando origine alla produzione di molti pezzi finemente decorati. Il processo di laccatura (cioè di applicazione della lacca) in India è diverso dalla Cina e dal Giappone. Vi sono due tipi di lacca: una si ottiene dall'albero del Rhus e l'altro da un insetto. In India si usava un tempo la lacca ricavata dall'insetto, dal quale veniva dapprima estratta una tintura rossa, poi ciò che rimaneva dell'insetto era un grasso che veniva utilizzato per laccare oggetti. La lacca dell'insetto fu introdotta in India dalla Persia (Iran). La resina fresca ricavata dagli alberi di Rhus causa una dermatite da contatto indotta dall'urishiol ed occorre grande attenzione nel suo utilizzo. I Cinesi trattavano la reazione allergica con alcuni molluschi.
La teoria contemporanea sostiene che, dalla Cina, la conoscenza della tecnologia della lacca fu introdotta in Corea, e da là in Giappone. Si ritiene che anche il Giappone utilizzasse la lacca dai tempi antichi, ma il processo sistematico di applicazione fu sviluppato dai Cinesi. Con la scoperta di lacche in Giappone risalenti al periodo Jōmon, teorie contrastanti affermano che la tecnologia potrebbe essere stata sviluppata in Giappone in modo indipendente. Lo scambio di oggetti laccati viaggiava lungo varie rotte fino in Medio Oriente. Le applicazioni della lacca in Cina includevano bare, piatti, strumenti musicali e mobili. Per produrre le tradizionali lacche rosse della Cina viene usata la lacca mescolata con il cinabro polverizzato.

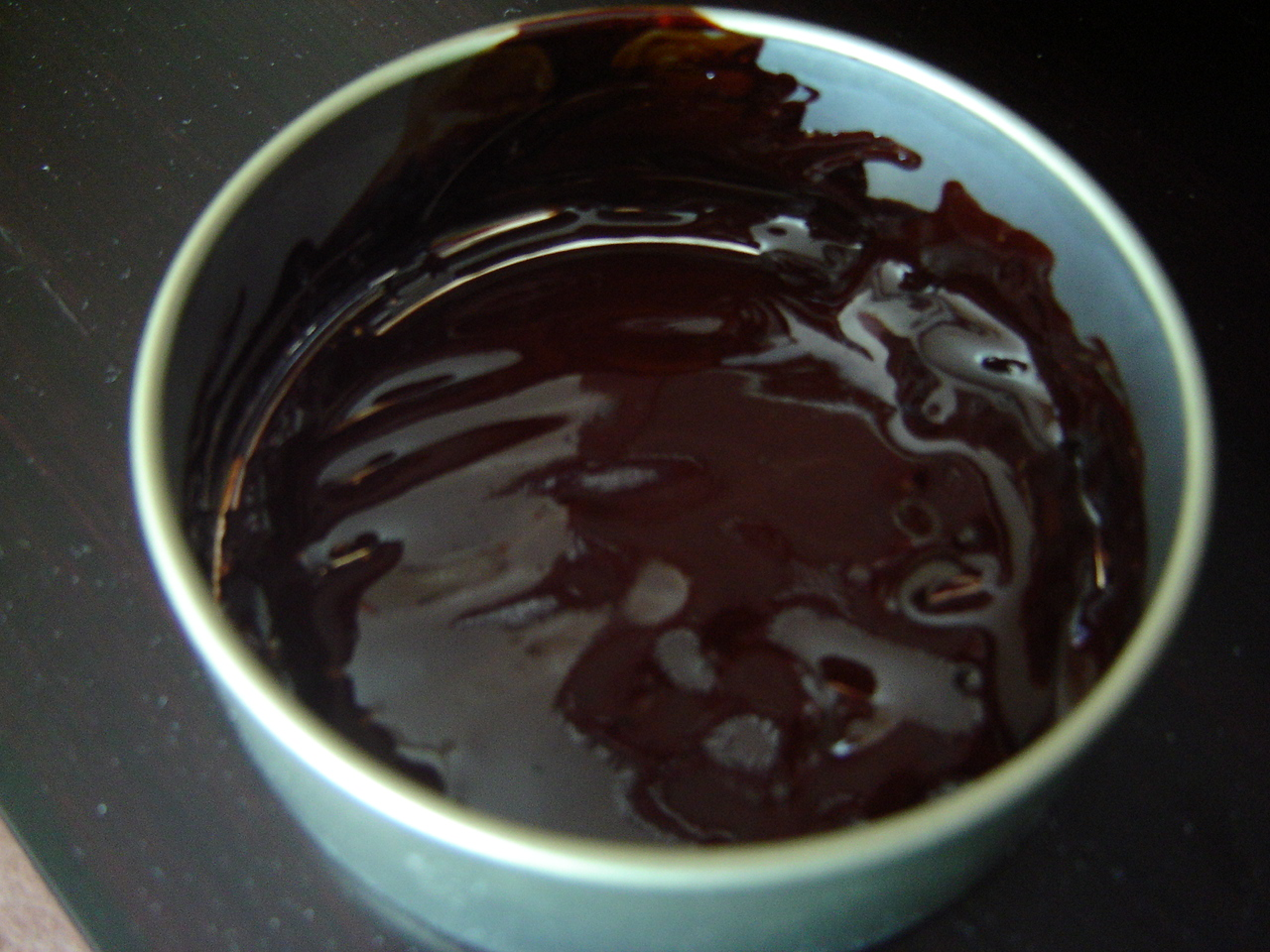
Lacca mescolata con acqua e trementina, pronta per essere applicata sulla superficie.

Gli alberi devono avere almeno 10 anni prima di essere intagliati per spillare la resina. Quest'ultima si solidifica mediante un processo chiamato "idropolimerizzazione", assorbendo ossigeno per solidificarsi; collocarla in un ambiente umido (chiamato furo o muro in giapponese, ossia "bagno" o "stanza") permette di assorbire più ossigeno dall'evaporazione dell'acqua.
Gli alberi che producono lacca in Thailandia, Vietnam, Burma e Taiwan, chiamati Thitsi, sono leggermente diversi; non contengono urushiol, ma sostanze simili dette "laccol" (o "laccolo") o "thitsiol". Il risultato finale è simile ma più morbido della lacca cinese o giapponese. Diversamente dalla resina della Rhus verniciflua cinese e giapponese, la lacca burmese non causa reazioni allergiche; si solidifica più lentamente, ed è dipinta dalle mani degli artigiani senza usare spazzole.
La lacca rossa può essere "colorata" con aggiunta di piccole quantità di ossidi di ferro, ottenendo il rosso o il nero a seconda dell'ossido prescelto. Vi sono alcune prove, sulla base di scavi archeologici fatti in Cina, che il suo utilizzo sia perfino più antico di 8.000 anni. In seguito, per ottenere i colori furono aggiunti pigmenti. La lacca si usa non solo come finitura, ma mescolata con argille cotte e crude applicate a uno stampo con strati di tela di canapa, può produrre oggetti senza bisogno di un altro nucleo come il legno. Il processo in Giappone si chiama kanshitsu. Tecniche decorative avanzate che utilizzavano materiali aggiuntivi come polveri e scaglie d'oro e d'argento (makie), furono perfezionate ad altissimi livelli in Giappone anche dopo essere state introdotte dalla Cina. Nella laccatura dello strumento musicale cinese, il guqin, la lacca è mescolata con polvere di corno (o polvere di ceramica) per conferirle maggior forza in modo che possa resistere al tocco delle dita.
Ci sono più di quattro forme di urushiol, indicate nel modo seguente:

R = (CH2)14CH3 o
R = (CH2)7CH=CH(CH2)5CH3 o
R = (CH2)7CH=CHCH2CH=CH(CH2)2CH3 o
R = (CH2)7CH=CHCH2CH=CHCH=CHCH3 o
R = (CH2)7CH=CHCH2CH=CHCH2CH=CH2 e altri.

## Lacche nitrocellulose

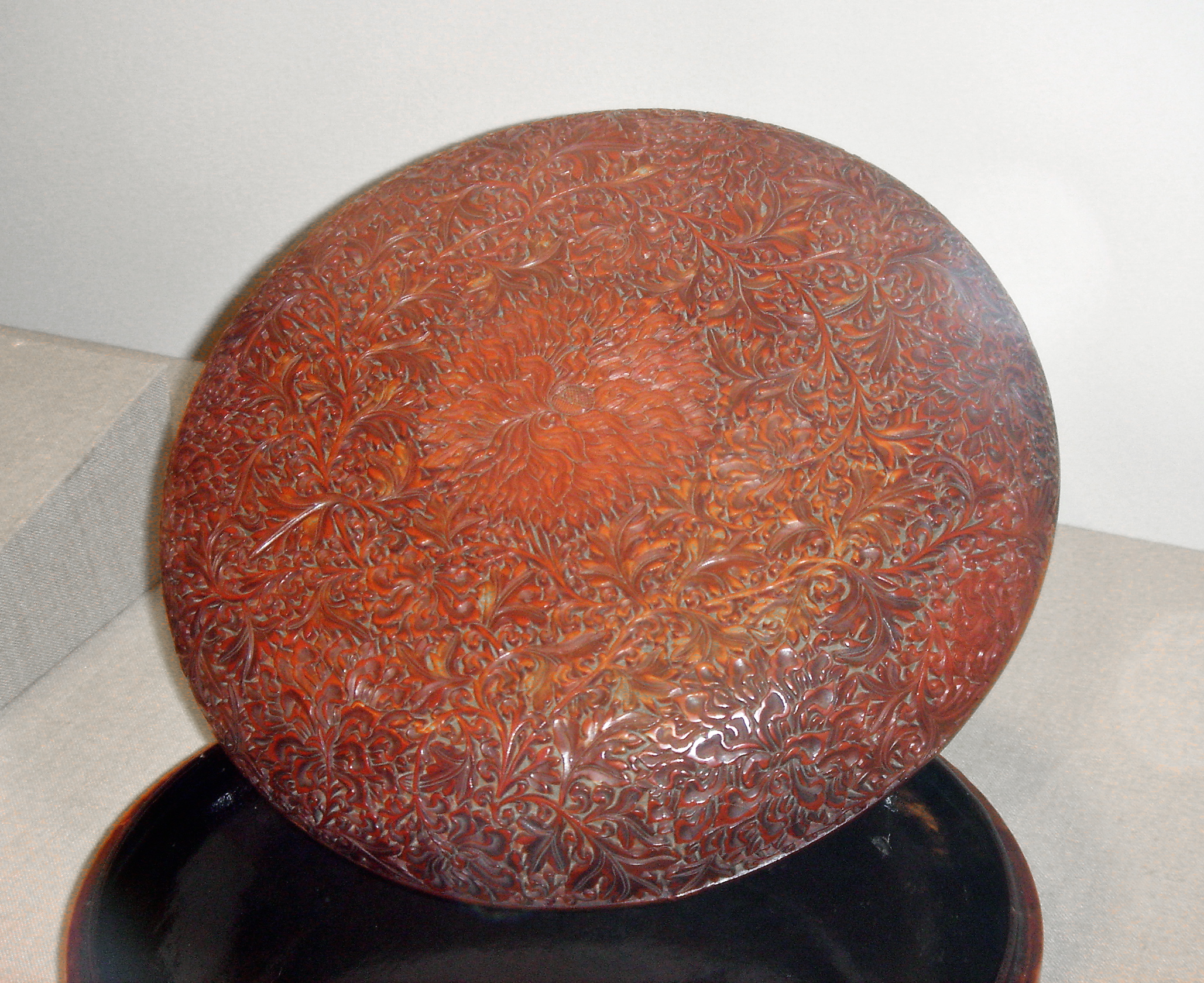
Contenitore cinese laccato della dinastia Ming, datato XVI secolo.

Lacche basate su solventi ad asciugatura rapida che contengono nitrocellulosa, una resina ottenuta dalla nitrazione del cotone e da altri materiali cellulosici, furono sviluppate nei primi anni 1920, ed utilizzate estesamente nell'industria automobilistica per 30 anni. Anteriormente alla loro introduzione, le finiture per gli autoveicoli prodotti in massa erano limitate nel colore, essendo la vernice "Nero Giappone" (Japan Black) quella che asciugava più velocemente e perciò la più popolare. L'automobile con il marchio Oakland automobile della General Motors fu la prima (1923) ad introdurre una delle nuove lacche nitrocellulose ad asciugatura rapida, un azzurro chiaro, prodotto dalla DuPont sotto il suo marchio commerciale Duco.
Queste lacche si usano anche su prodotti di legno, principalmente mobili, e su strumenti musicali ed altri oggetti. La nitrocellulosa e le altre resine e plastificanti si dissolvono nel solvente, ed ogni strato di lacca dissolve a sua volta una parte dello strato precedente. Queste lacche segnarono un enorme miglioramento rispetto alle precedenti finiture per automobili e mobili, sia per la facilità di applicazione, che per la capacità di trattenere il colore. Il metodo preferito di applicazione delle lacche ad asciugatura rapida è mediante spruzzatura, e lo sviluppo delle lacche nitrocellulose condusse al primo uso estensivo di pistole a spruzzo. Le lacche nitrocellulose producono una finitura durevole, molto dura ma flessibile, che può essere lucidata fino ad ottenere un elevato grado di brillantezza. Gli inconvenienti di queste lacche includono la natura rischiosa del solvente, che è infiammabile, volatile e tossico, e i rischi di maneggio della nitrocellulosa nel processo di fabbricazione delle lacche stesse. Il tenore di nitrocellulosa solubile della lacca è strettamente collegato alla forma più altamente nitrata che si usa per fabbricare esplosivi.

## Lacche acriliche
Le lacche che utilizzano resina acrilica, un polimero sintetico, furono sviluppate negli anni 1950. La resina acrilica è incolore, trasparente e termoplastica, ottenuta dalla polimerizzazione di derivati dall'acido acrilico. L'acrilico si usa anche negli smalti, che hanno il vantaggio di non dover essere lucidati per ottenere la brillantezza. Gli smalti, tuttavia, sono lenti ad asciugarsi. Il vantaggio delle lacche acriliche, che fu a suo tempo riconosciuto dalla General Motors, è un tempo di asciugatura eccezionalmente veloce. L'uso delle lacche nelle finiture automobilistiche si interruppe quando furono sviluppati rivestimenti in poliuretano a due componenti, più forti, più durevoli e resistenti agli agenti chimici ed atmosferici. Il sistema di solito è composto da un primo strato, uno strato di colore ed uno strato finale trasparente, comunemente noti come finiture a strati trasparente. Si usa ampiamente per la finitura dei mobili.

## Lacche a base di acqua
A causa dei rischi per la salute e delle preoccupazioni ambientali legate all'uso di lacche a base di solventi, si è dedicato molto lavoro allo sviluppo di lacche a base di acqua. Tali lacche sono notevolmente meno tossiche e più rispettose dell'ambiente e, in molti casi, producono risultati accettabili. Sempre più spesso, dunque, le lacche colorate a base di acqua stanno rimpiazzando quelle trasparenti e colorate a base di solventi nelle applicazioni per gli interni ed il sottocofano delle automobili ed in altri impieghi industriali simili. Le lacche a base di acqua trovano ampio uso anche nella finitura dei mobili.

## Lacca contraffatta edécoupage

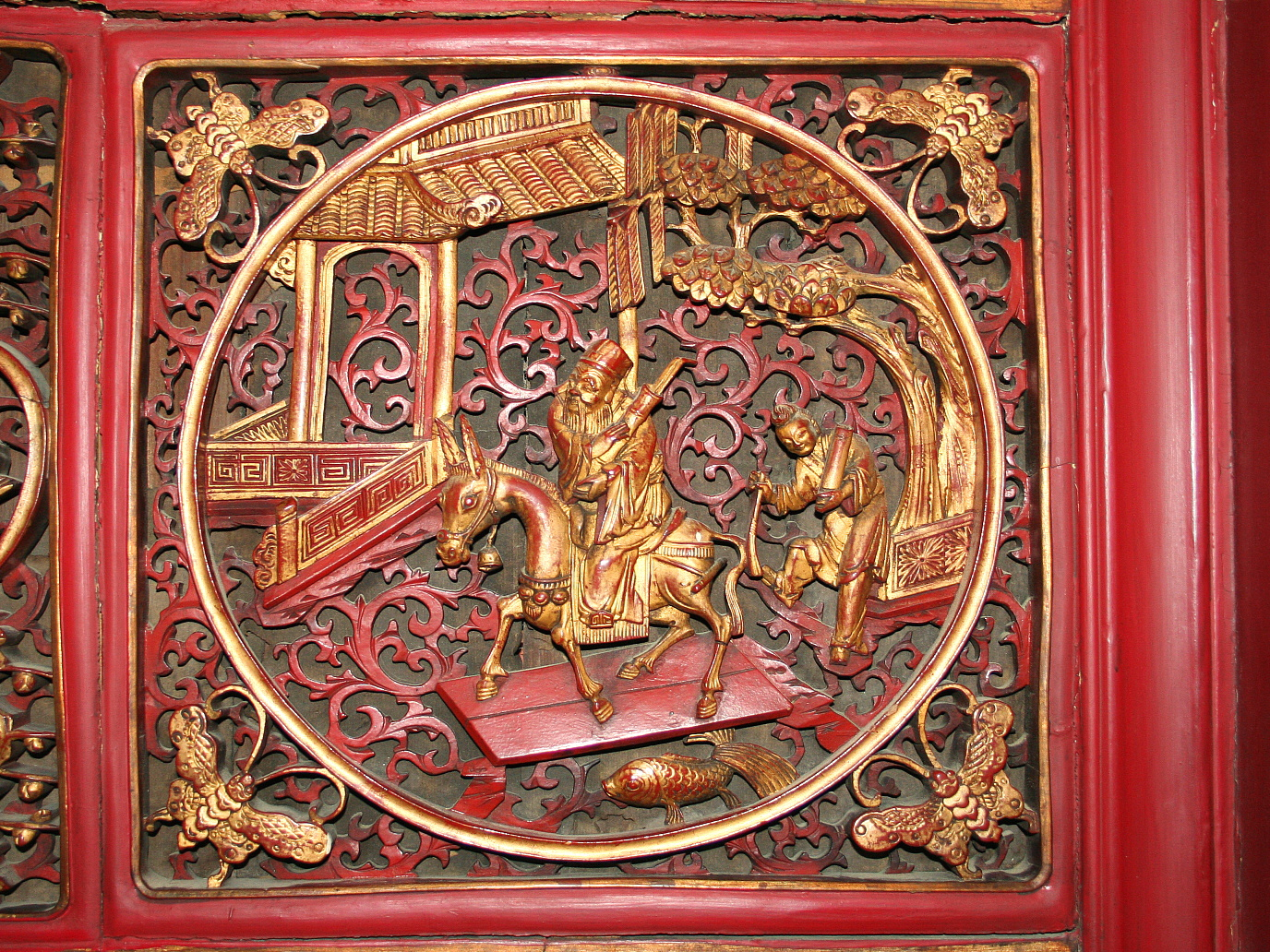
Lacca cinese.

Quando gli oggetti laccati asiatici ed indiani divennero popolari in Inghilterra, Francia, Paesi Bassi e Spagna nel XVII secolo, gli europei crearono imitazioni che utilizzavano una tecnica di laccatura diversa, inventata tra i primi dai mobilieri veneziani. La tecnica europea (che fu chiamata in Inghilterra japanning e in Italia "lacca contraffatta"), si usa sui mobili e su altri oggetti e si serve di vernici che hanno una base resinosa simile alla gommalacca. Essa comporta l'applicazione di parecchi strati di vernice, ciascuno dei quali viene asciugato con il calore e lucidato. Nel XVIII secolo questo tipo di laccatura acquisì grande popolarità: in Inghilterra, ad esempio, furono famosi i lavori di Mary Delany. Nel XIX e XX secolo questa tecnica evolse poi nella forma artigianale del découpage.
La scrittrice inglese George Eliot menziona una "scatola di lacca" nel suo romanzo Silas Marner.

## Colore a lacca
Nella storia delle belle arti, esiste la definizione di "colore a lacca" per intendere una sostanza colorante, con vari gradi di permanenza alla luce (a seconda del tipo di sostanza colorante che viene trasformato in lacca) e che è derivato da una "tintura" ottenuta da sostanze vegetali (erbe tintorie) il cui colore viene estratto mediante bollitura in acqua. Nella tintura così ottenuta viene disciolta fino a saturare una sostanza inerte che serve da supporto per il pigmento (in genere si usa l'allume di rocca) che si fa precipitare mediante l'aggiunta a goccia a goccia di una sostanza fortemente alcalina (anticamente si usava la liscivia ottenuta dalla cenere di quercia). Così nell'acqua calda, appena si raggiungeva il gradiente stechiometrico opportuno, si formava un precipitato formato da particelle di allume ricoperte dalla tintura vegetale. Si decantava dal liquido, si faceva essiccare e si otteneva così un pigmento che poteva essere mescolato con il legante pittorico opportuno. Il colore ottenuto è brillante e trasparente. Ad es: Lacca di garanza (alizarina ottenuta dalla radice di Rubia tinctorum), Giallo Indiano (sostanza colorante complessa ottenuta dall'urina di mucche alimentate con foglie di mango), Indaco (ottenuto dai rami di Indigofera tinctoria), ecc. Il nome lacca è stato dato perché con la L. di garanza o con la lacca di corteccia di Campeche (Hematoxylon campechianus) si potevano tingere i mobili contraffacendo così le opere in lacca cinese.